# 1995 في إيران
فيما يلي قوائم الأحداث التي وقعت خلال عام 1995 في إيران.

## أفلام
من الأفلام التي صدرت هذه السنة في إيران:
- 1 يناير – المتبقي من إخراج سيف الله داد، سيف الله داد.

## مواليد

### يناير
- 1 يناير – سردار آزمون لاعب كرة قدم إيراني.

### أكتوبر
- 9 أكتوبر – سعيد آقائي لاعب كرة قدم إيراني.

### نوفمبر
- 11 نوفمبر – علي علي بور لاعب كرة قدم إيراني.

## وفيات

### يناير
- 20 يناير – مهدي بازركان (مواليد 1907) سياسي إيراني.

### مارس
- 17 مارس – أحمد الخميني (مواليد 1945) سياسي إيراني.

### يوليو
- 4 يوليو – كريم سنجابي (مواليد 1904)